# Силяев, Игорь Дмитриевич
Игорь Дмитриевич Силяев — советский хозяйственный и государственный деятель, Герой Социалистического Труда.

## Биография
Родился в 1932 году. Член КПСС.
В 1954—1992 — фрезеровщик инструментально-механического цеха Херсонского судостроительного завода, фрезеровщик ЦКБ «Изумруд» Херсонского судостроительного производственного объединения.
Указом Президиума Верховного Совета СССР от 10 марта 1981 года присвоено звание Героя Социалистического Труда с вручением ордена Ленина и золотой медали «Серп и Молот».
Делегат XXVI съезда КПСС.
Умер в 1997 году в Херсоне. Похоронен на Камышанском кладбище.

## Награды и звания
- Герой Социалистического Труда (10.03.1981)
- Орден Ленина (10.03.1981)
- Орден Октябрьской Революции (1974)
- Орден Трудового Красного Знамени (1971)
- Орден Знак Почёта (1966)